# سيسايد (إطار عمل ويب)
سيسايد أو سي سايد (بالإنجليزية: Seaside)‏ هو إطار عمل لبرمجة مواقع الويب بلغة البرمجة سمول توك (بالإنجليزية: Smalltalk)‏، و هو موزع تحت رخصة إم إي تي (بالإنجليزية: MIT)‏، سيسايد مبني على هندسة تعتمد على الملحقات أو إضافات.

## روابط خارجية
- سيسايد على موقع Open Hub (الإنجليزية)